# الريصاني
31°17′09″N 4°16′30″W / 31.285948°N 4.275093°W
الريصاني مدينة مغربية صغيرة، تقع في الجنوب الشرقي للمملكة المغربية وهي تابعة لإقليم الراشدية، جهة درعة تافيلالت. تتكون مدينة الريصاني من بلدية واحة وهي بلدية مولاي علي الشريف وعدة جماعات قروية منها جماعة السفالات والريصاني وابني امحمد وجماعة الغرفة.

## جغرافيا وديموغرافيا
تقع مدينة الريصاني في قلب مدينة سجلماسة التاريخية وهي مدينة تقع بالقرب من مدينة ارفود. حوالي 20 كلم ويبلغ تعداد السكان في مدينة الريصاني 22.209 نسمة (حسب إحصاء 2014)
تضم الريصاني عددا كبيرا من القصور حوالي 360 قصرا من اشهرهم القصرين السلطانيين الفيضة واولاد عبد الحليم وتبوعصامت إلى جانب ذلك يوجد قصر أبوعام وصوصو وتنغراس. هُجر عدد كبير منها لظروف طبيعية واقتصادية أو غيرها تجاه مدن الغرب والشمال بشكل كبير وصوب مدينة الريصاني المركز بشكل خاص.
كما تتميز منطقة الريصاني بتنوع عرقي ولغوي متعايش بحيث نلاحظ اندماج بين العنصر الأمازيغي والعربي الفيلالي إلا أن العنصر «المنيعي» و «العريبات» متواجدون بشكل ضعيف وهم يتحدثون العربية إلا أن عاداتهم تختلف عن العنصر الفيلالي.

## اقتصاد
يعتمد النشاط الاقتصادي بالمنطقة بالدرجة الأولى على الفلاحة، غير أن هذا النشاط بدأ يتراجع بشكل كبير بسبب قساوة الظروف الطبيعية وتوالي سنوات الجفاف إذ تعتمد على ما يجود به سد الحسن الداخل عبر الوادين زيز واغريس. وتعد الريصاني واحة كبيرة من النخيل وتعد منتج مهم لفاكهة التمر بأنواعها لكن هذا القطاع عرف نوعا من التراجع نتيجة اصابة اشجار النخيل بما يسمى -البايوض-و تهجير النخيل باتجاه مدينة مراكش.
تعرف المدينة نشاط الحرف التقليدية، التي تنتشر في السوق المركزي غير أن هذه هي الأخرى -الخزف- في تراجع. إلا أن التجارة هي نشاط يعد مصدرا أساسيا لعيش مجموعة من السكان، إذ تعرف المدينة ازيد من سوق أسبوعي وتكون في أيام الأحد، الثلاثاء والخميس، بحيث تتسوق ساكنة الريصاني وارفود والنيف.
أما السياحة، وهي نشاط حديث الظهور بحكم القرب الجغرافي بمدينة مرزوكة التي يحج لها السياح.
لكن كل هده القطاعات تشغل يد عاملة ضعيفة مقارنة نسبة السكان النشيطة بالمنطقة مما يدفع نسبة كبيرة من شباب المنطقة إلى الهجرة نحو مدن الشمال، الرباط، الدارالبيضاء، ومدن أخرى من المملكة، للعمل في اوراش البناءوالمعامل.

## صور

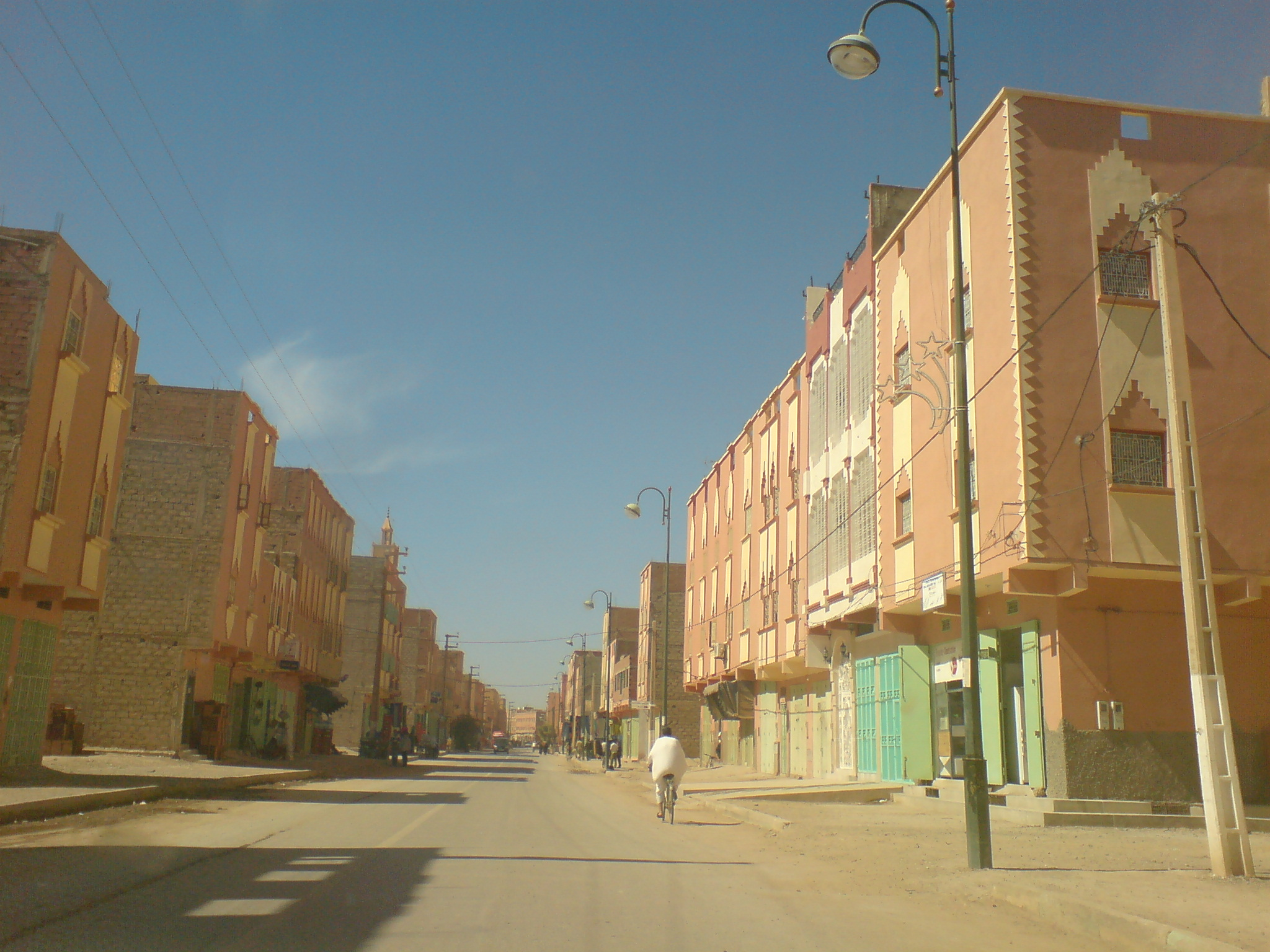
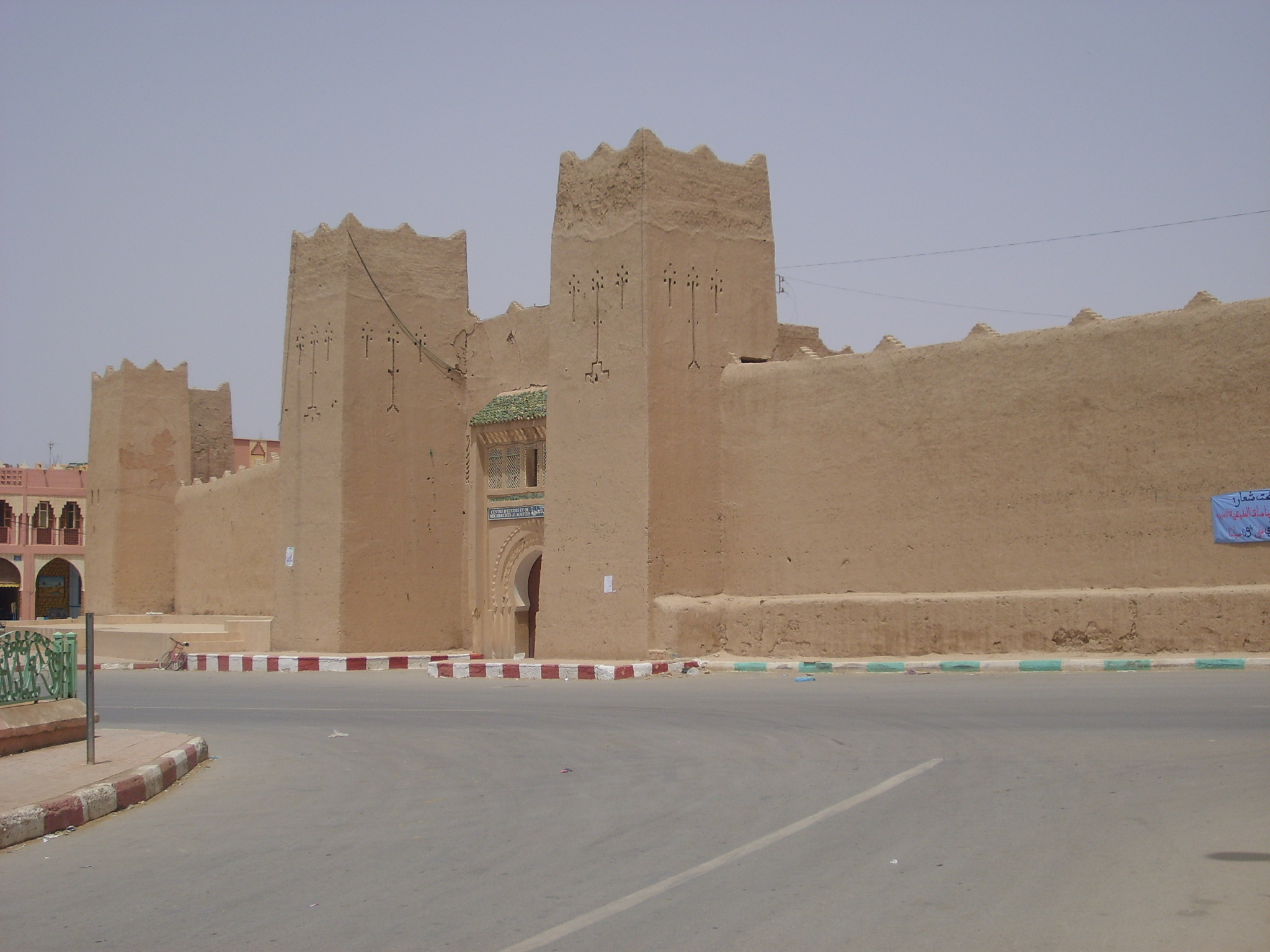
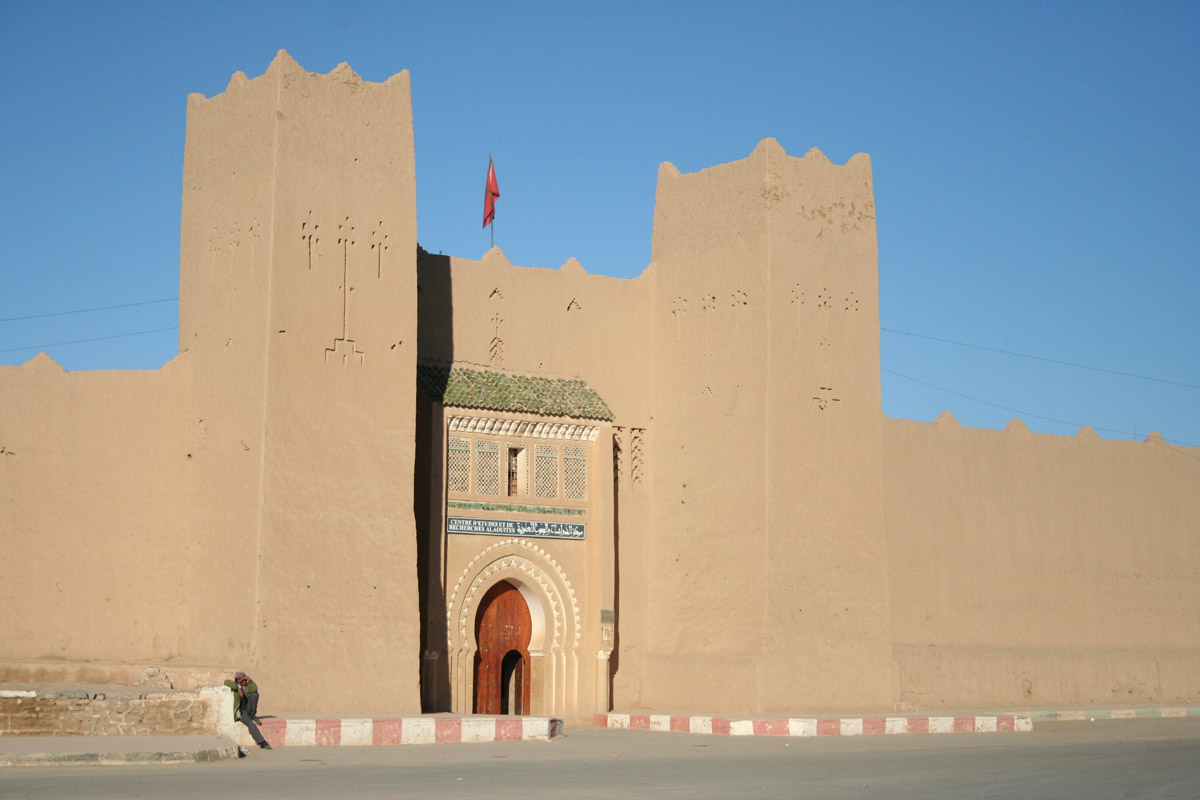
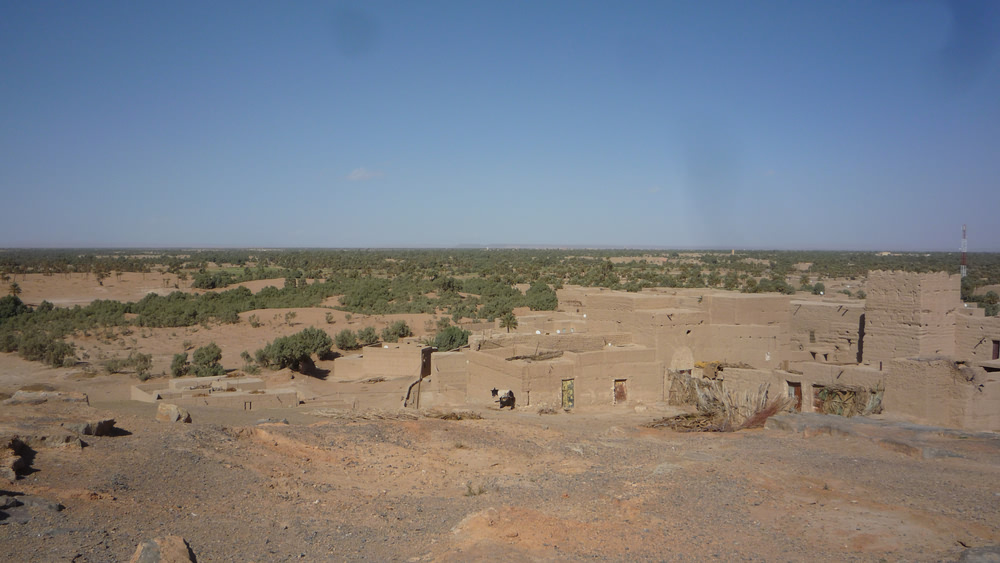

## التاريخ
تعتبرالريصاني مركز تاسيس الدولة العلوية الشريفة بحيث تضم ضريح جد العلويين ضريح مولاي علي الشريف العالم العلامة المجاهد المعروف بمولاي علي الشريف السجلماسي وليس مؤسس الدولة العلوية المعروف بمولاي علي الشريف المراكشي. وتضم المدينة أيضا ضريح الحسن الداخل أو (مولاي حسن الشريف القادم من ينبع النخل)ويعتبر محجا مهما سواء للسياح الذين يزورون المدينة أو المحليين بفضل الشكل الهندسي والزخرفي الرائع لهذه المعلمة.والقصور المنتشرة في ارجاء المدينة دليل على عراقة المنطقة والتركيبة الخاصة بالقصور المتمثلة في الأبراج والمدخل أو البوابة المتميزة بزخرفتها دليل على حرفية العنصر الفيلالي في المجال الهندسي والمعماري ولعل وجود «الدكانة» وهي بمثابة قاعة اجتماعات لشيوخ القصر أو القصبة لدليل على وجود الشورى بين السكان سواء في يخص التعاون في انجاز السواقي واقتسام الثروات المائية أو جمع المساعدات لمن كان في ضيق. ومن المعالم قوس منمق يستقبلك علي مدخل المدينة.